# Secondigliano
Secondigliano è un quartiere di Napoli, situato nella zona nord della città e parte della VII Municipalità, insieme ai quartieri di Miano e San Pietro a Patierno. Antico casale rurale, citato per la prima volta nel 1113, si sviluppò grazie alla sua posizione lungo importanti vie di comunicazione.
Annesso a Napoli nel 1926, ha conosciuto un'ampia urbanizzazione nel secondo dopoguerra. Oggi è un quartiere densamente popolato, con un tessuto urbano variegato e una forte identità storica.

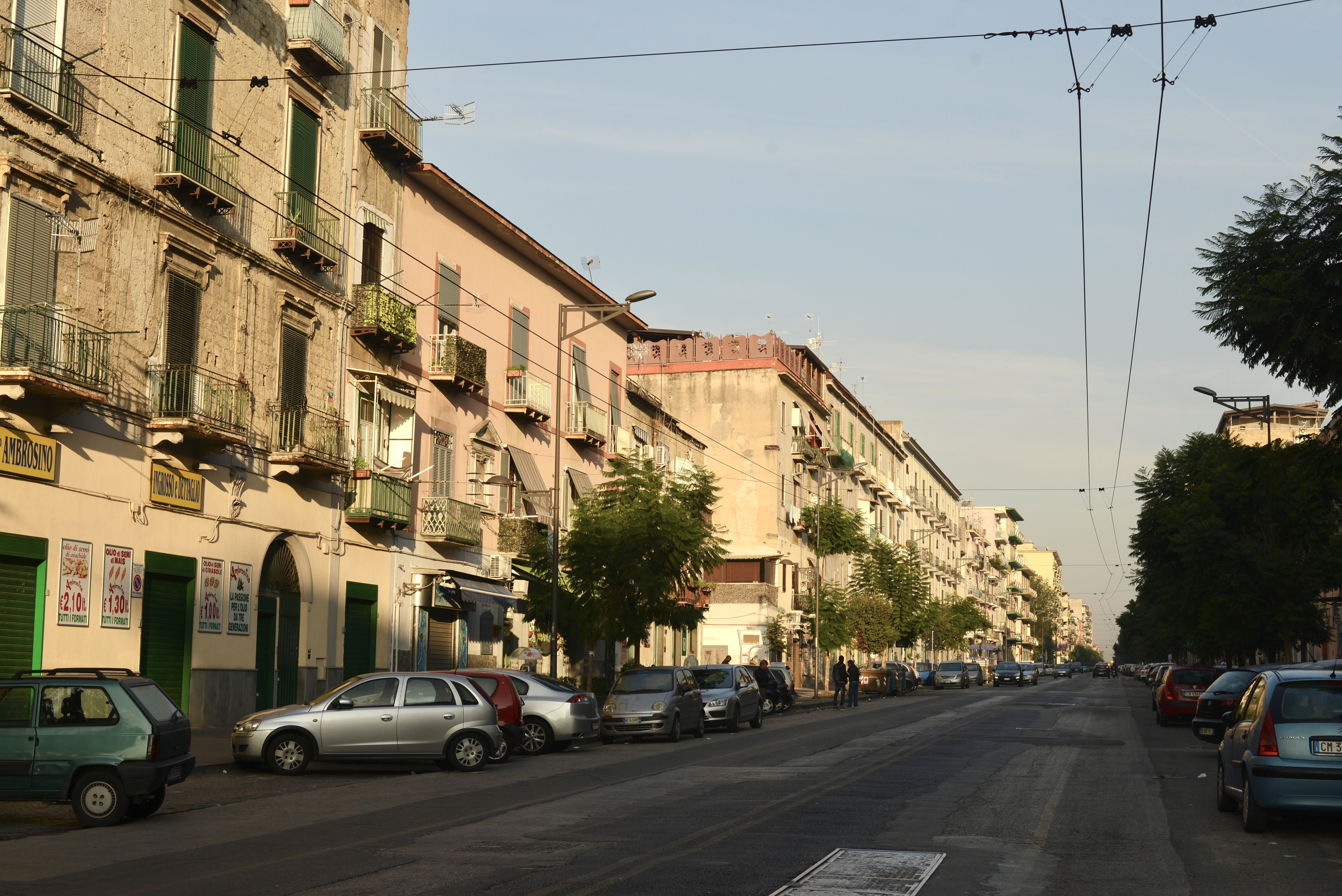
Panoramica del Corso Secondigliano, principale arteria del quartiere.

## Etimologia del nome
L'etimologia del toponimo Secondigliano ha suscitato diverse interpretazioni nel corso del tempo, riflettendo la ricchezza storica e culturale dell'area.
Una delle teorie più accreditate suggerisce che il nome derivi dalla locuzione latina secundus miliarium, dunque Secondigliano sarebbe la contrazione di secondo miglio, indicando la posizione del Quartiere a due miglia dal centro della Città segnalata dalla seconda pietra miliare della via Atellana o Capuana, importante arteria campana, sorta nel periodo osco-etrusco-sannita e che congiungeva Capua con Atella e Napoli passando per Capodichino e Secondigliano.
In alternativa, secondo alcuni storici, il suo nome potrebbe derivare dalla gens romana dei Secondii o Secondilii.
Alcuni studiosi suggeriscono, inoltre, che il toponimo possa derivare dai colli Secondili, rilievi geografici situati nella porzione settentrionale del Quartiere, indicando una connessione topografica con il territorio circostante. Questa ipotesi, sebbene meno diffusa, aggiunge una dimensione geofisica all’origine del nome.
La prima attestazione documentale ufficiale del nome risale al 19 ottobre 1113 nella VII indizione, durante il regno dell'imperatore bizantino Alessio I Comneno, in cui si cita un contratto d'affitto di un fondo posto in una località denominata villa Secundillani. Tale villa costituiva un casale regio della città partenopea. Tra l'altro, in tale fonte si elogiava il territorio perché rappresentava una pianura dall'aria pura.
Successivamente, in diplomi dell’epoca di Carlo II d'Angiò, il luogo è citato come Secundillyanum. 
Nella santa visita dell'arcivescovo del 29 agosto 1542 viene citato il Casale Secondigliani, mentre in quella del 3 giugno 1612 si nomina Secundigliani. In un volume del 1640 la denominazione è Secondilliano e Secondigliano.
Queste varianti linguistiche testimoniano l'evoluzione fonetica e morfologica del toponimo nel corso dei secoli.

## Storia
Il nucleo originario di Secondigliano corrisponde all'attuale area delimitata da Piazza Zanardelli, via dell'Arco, via Gaetano Enrico e via Vittorio Emanuele III. Sin dall'epoca della dominazione spagnola, il borgo è ricordato come un centro agricolo florido, caratterizzato da estese coltivazioni di frutteti e vigneti, sebbene la produzione vinicola fosse di qualità modesta. Questo borgo agricolo, che ha mantenuto tale vocazione fino agli anni '50 del XX secolo, rappresentava anche una meta di villeggiatura per quanti, soprattutto dall'antica Napoli, vi si recavano per trascorrere periodi di riposo o per beneficiare delle sue qualità climatiche.
Tra gli studiosi che hanno trattato di Secondigliano, Domenico Chianese nel 1938 lo annoverò tra i 37 casali aggregati alla città di Napoli, beneficiari di particolari privilegi e prerogative. In modo più dettagliato, lo incluse tra i 10 casali situati oltre la collina di Capodichino. Ambrosi, invece, descrive il borgo come situato a 99 metri sul livello del mare, caratterizzato da un'aria salubre e da una popolazione nota per la sua eccezionale longevità. Egli evidenzia inoltre la presenza di strade ampie, regolari e ben lastricate, nonché un'abbondanza di fontane, con acqua proveniente dal Serino e distribuita capillarmente in tutte le abitazioni. Ribadisce, infine, che la zona esisteva già a partire dall'VIII secolo.

### Origini
Le origini dell'insediamento rurale di Secondigliano, destinato in seguito a diventare il Casale Regio di Secondigliano, risalirebbero all'epoca imperiale. Tuttavia, non esistono fonti scritte né evidenze archeologiche che ne attestino con certezza l'esistenza in quel periodo.
Durante le dominazioni normanna, sveva, angioina e aragonese, Secondigliano, pur essendo classificato come Casale, non presentava ancora quelle caratteristiche architettoniche e urbanistiche tipiche di un Casale regio. Fu solo in epoca vicereale, tra la fine del XVI e l'inizio del XVII secolo, che il borgo assunse una configurazione più definita, in seguito alla realizzazione della strada di Capodichino, la quale ne facilitò l'accesso anche dalla pianura, contribuendo così al suo sviluppo.
La più antica notizia che abbiamo di questo nostro casale è del 19 ottobre del VII, sotto l'Imperatore Alessio, celebrata in questa nostra città, la quale contiene l'affitto di un fondo posto in villa "Secundillani". In altri 2 diplomi dell'epoca di Carlo II chiamasi "Secundillyanum", ma non si trova sotto l'imperatore Federico II tra il numero dei casali della nostra città. Il suo territorio è di moggia 2800, esso è fertilissimo ed infatti è conosciuto per la produzione della frutta. La sua chiesa Maggiore dedicata ai S.S. Cosma e Damiano è dotata di un poderoso campanile, ma non terminato. I suoi abitanti al numero di 6000 circa, per la massima parte sono addetti all'agricoltura, e tra i medesimi ci sono di quelli che oltrepassano i 100 anni."»
(Lorenzo Giustiniani, Dizionario geografico-ragionato del Regno di Napoli, 1802.)
Durante tutto il XIII secolo, buona parte del territorio di Secondigliano apparteneva alla curia vescovile.

### XV secolo
La riorganizzazione dei casali di Napoli fu avviata in seguito alla bonifica angioina dei Paduli, un'ampia area paludosa che si estendeva dalle colline di Capodichino fino a Poggioreale e che rientrava nel territorio pagliense. Tale bonifica, che interessò i terreni agricoli demaniali da infeudare o già infeudati, mirava a favorire lo sviluppo di zone fino ad allora disabitate o improduttive. In questo contesto, una parte significativa del territorio di Secondigliano fu oggetto di interventi di canalizzazione. I lavori di risanamento proseguirono durante il periodo aragonese, tra il 1451 e il 1458, con un'attenzione particolare non solo al prosciugamento delle paludi, ma anche alla regolazione delle acque attraverso un sistema di canalizzazione.
Fu in questa fase che, nell'ambito della razionalizzazione della campagna, si diffusero tracciati geometrici, elemento che influenzò anche la configurazione dei Censi. La morfologia di quest'area, infatti, fu determinata sia dalla canalizzazione delle acque sia dalla suddivisione della proprietà originaria in unità più piccole.
Alla fine del XV secolo, i casali che facevano parte della città di Napoli erano 43, incluso Secondigliano. Essi si distinguevano per la ricchezza di produzione di lino e seta, che venivano lavorati in loco prima di essere inviati a Napoli. Analogamente, i prodotti agricoli – frumento, frutta e i loro derivati come vino e pane – venivano trasformati nelle masserie, garantendo la sussistenza degli abitanti del casale. Tuttavia, una parte significativa di queste risorse costituiva il tributo dovuto al regno. La lavorazione delle carni, inoltre, richiedeva la presenza di un macello per ogni casale, mentre i prodotti di origine animale, come latte, formaggi e carne, venivano commercializzati sia nei mercati cittadini sia nei luoghi deputati all'interno del casale stesso.

### XVI secolo
Prima di acquisire la fisionomia di casale, un termine che ha lasciato un segno profondo nella storia di Secondigliano, il luogo era conosciuto come caseggiato. Questa denominazione evidenziava la sua origine comune con quella dei casali, ovvero insediamenti sorti per esigenze economiche e caratterizzati da un numero limitato di abitazioni, disposte in maniera apparentemente irregolare sul territorio. Tra di esse, si distinguevano alcune residenze signorili, configurando così una sorta di borgata. Fu soltanto attraverso una riorganizzazione amministrativa che il caseggiato assunse ufficialmente lo status di casale. In entrambe le fasi della sua evoluzione, la popolazione di Secondigliano era costituita prevalentemente da artigiani e contadini, vincolati da rapporti di servitù nei confronti della corte o dei notabili del regno.
Con lo sviluppo dell'insediamento e la sua riorganizzazione sotto il profilo amministrativo, il caseggiato assunse la fisionomia di casale. In entrambe le fasi, gli abitanti erano prevalentemente artigiani e contadini, il cui lavoro era strettamente legato, per vincoli di servitù, alla corte e ai notabili del regno.
Il passaggio da caseggiato a casale fu sancito formalmente dall'esenzione dal pagamento della tassa del focatico, un'imposta che gravava su ogni focolare domestico, ossia su ogni unità abitativa occupata da un singolo nucleo familiare o da più gruppi familiari, nel caso in cui condividessero la stessa dimora. Tale esenzione, avviata durante il periodo aragonese e completata nel 1505 per volere di Ferdinando II d'Aragona, rappresentò un momento cruciale per la crescita e lo sviluppo di Secondigliano.
L'abolizione di questa imposizione fiscale determinò un notevole incremento demografico. Pur continuando a vivere in una condizione di sostanziale dipendenza economica, gli abitanti seppero trarre vantaggio dalle risorse disponibili, ottenendo terreni coltivabili e costruendo le proprie abitazioni. Questo cambiamento ebbe un impatto significativo sul sistema agricolo locale, favorendo una nuova fase di sviluppo economico e sociale.
Nel corso dei secoli, la città di Napoli si è sviluppata all'interno delle mura urbane, mentre al di fuori si estendeva un'area rurale suddivisa successivamente in Casali. Lo storico Pietro Summonte, nella sua opera sulla storia della città e del Regno di Napoli, menziona 37 Casali, indicati in latino come Vichi o Paghi, che costituivano un tutt'uno con la città e beneficiavano di alcuni privilegi o immunità civili. Questi Casali erano distribuiti in quattro aree: lungo la costa, nell'entroterra, tra Capodichino e Capodimonte e sul monte di Posillipo.
Il primo sviluppo considerevole del Casale, sino ad allora isolato da una fitta vegetazione, difatti, avvenne in corrispondenza all'apertura della strada di Capodichino (1582-86), nonché del principale ingresso di Napoli al tempo, che agevolò le comunicazioni ed i commerci con la città e la pianura a nord di essa. La Strada fu realizzata durante il Viceregno di Napoli del I duca di Osuna Pedro Téllez-Girón (1582-1586). Prima del 1585, il villaggio di Secondigliano risultava quasi del tutto irraggiungibile, e la Strada di Capodichino era descritta all'epoca come un'area boschiva infestata da briganti.
Nondimeno, il primo nucleo dell'abitato nacque intorno all'VIII secolo in contiguità della Chiesa dei Santi Cosma e Damiano, edificata nel medesimo periodo e ricostruita quasi interamente nel 1695,  presso l'odierna Piazza Luigi di Nocera, non a caso soprannominata "Piazza del Casale". Secondigliano risulterà tra i casali del territorio napoletano con Carlo I d'Angiò e Carlo II di Napoli, ma non sotto Federico II di Svevia.
L'organizzazione del casale in epoca medievale si basava su rapporti di tipo feudale: il territorio apparteneva a ordini monastici o a nobili e veniva concesso in fitto a importanti famiglie del regno affinché fosse meglio sistemato e coltivato. Queste ultime, a loro volta, affidavano le terre ai contadini del luogo, i quali riuscivano a ricavarne appena il necessario per la sussistenza, mentre i proprietari e i primi fittuari godevano delle rendite e dei prodotti della terra.
A Secondigliano questo sistema era già consolidato nel XII secolo, il che spiega le caratteristiche della sua morfologia urbanistica e della tipologia architettonica ancora oggi riscontrabili. Tuttavia, come già accennato, il vero e proprio casale si sviluppò solo a partire dalla fine del XVI secolo, e comunque non prima dell'apertura della strada di Capodichino nel 1585.
Questi rapporti di infeudamento influenzarono anche la conformazione delle masserie, che non si limitavano a strutture residenziali, edifici rurali o all'insieme delle due componenti, come potrebbe apparire oggi sulla base delle tracce ancora esistenti, ma erano costituite dall'insieme delle terre coltivabili e degli edifici annessi. Se il primo livello del rapporto di infeudamento, ovvero il passaggio dai proprietari ai fittuari, riguardava l'intera estensione della masseria, il secondo passaggio, dai fittuari ai contadini, si riferiva solo a una porzione della masseria, comprendendo il terreno, alcuni vani abitativi e le attrezzature agricole.

### XVII secolo
Nel XVII secolo, l'intero territorio di Secondigliano era caratterizzato dalla presenza di numerose masserie, le cui strutture, integrate con quelle di primaria importanza, costituivano il casale. L'economia locale si fondava prevalentemente sull'agricoltura, favorita dalla straordinaria fertilità del suolo. Il Casale di Secondigliano, successivamente evolutosi in Universitas, ospitava uno dei mercati agroalimentari più dinamici dell'area napoletana, situato nell'attuale Piazza Luigi di Nocera. Da questo centro giungevano a Napoli prodotti agricoli di eccellente qualità, tra cui frutta, grano, piselli, fragole, orzo, vino e gelso.
Di particolare rilievo era la coltivazione del gelso lungo l'antica via Appia, che collegava Secondigliano a Melito. Tale coltivazione favoriva una fiorente produzione serica, la cui seta, rinomata per la sua eccellenza, era considerata tra le migliori del Regno di Napoli. La seta prodotta nei Casali di Napoli era di alta qualità e molto ricercata. I residenti di Secondigliano, noti per la loro laboriosità, hanno sempre posseduto un forte spirito commerciale, tanto che molti di loro hanno viaggiato per il mondo, vendendo tele e stoffe nei mercati internazionali. Un esempio significativo è Maria Marseglia, madre del Santo Gaetano Errico, che era tessitrice di felpe. Nel casale venivano anche coltivati canapa e lino. I tessitori dei drappi di seta erano soliti compiere la vigliata, ovvero lavorare alcune ore prima dell'alba, spesso anche nei giorni festivi.
Un altro settore produttivo rilevante era la lavorazione del lino, un'attività artigianale svolta principalmente dalle donne del luogo, mentre gli uomini si occupavano della commercializzazione e dell'esportazione di tali beni al di fuori del casale.
Nel corso del XVII secolo, Secondigliano si distinse anche per l'industria della macellazione delle carni suine, con particolare riferimento alla produzione del celebre salame di Secondigliano, che godeva di una reputazione consolidata a livello internazionale.
Tuttavia, la popolazione del casale subì una drastica riduzione a seguito della peste del 1656 che colpì duramente il viceregno di Napoli. Le conseguenze furono devastanti, determinando una riduzione demografica fino a un terzo rispetto all'inizio del secolo. Fortunatamente, le abbondanti piogge autunnali registrarono un calo significativo del tasso di mortalità, fino a un sostanziale miglioramento della situazione nel dicembre dello stesso anno.
Le difficoltà non si limitarono alla peste e la conseguente carestia: per far fronte alle esigenze belliche legate alla rivolta antispagnola di Messina, il viceré, su ordine del sovrano, mise in vendita il casale di Secondigliano, insieme ad altri insediamenti. Molti di questi furono ceduti a privati, ma la popolazione di Secondigliano si oppose fermamente alla vendita, preferendo contrarre ingenti debiti pur di preservare l'autonomia del proprio territorio e scongiurare il rischio di un'amministrazione feudale.
Grazie a una sottoscrizione popolare promossa dagli ambienti ecclesiastici e al contributo economico decisivo di Cosma Piscopo, venne raccolta la somma di circa 2 300 ducati, che fu versata al governo spagnolo per riscattare il casale. Nel 1642, a seguito di tale operazione, Secondigliano, al pari degli altri Casali di Napoli, ottenne il riconoscimento ufficiale come Universitas, un'istituzione amministrativa e giudiziaria del sistema feudale dotata di ampia autonomia e governata da assemblee popolari. L'area ancora oggi nota come Miezo o’ Casale (in italiano: lett. in mezzo al Casale; presso il Casale) era il luogo destinato alle assemblee del Parlamento popolare.
Il casale continuava a rifornire gran parte della città di Napoli con un'ampia varietà di prodotti agricoli, tra cui frutta, vino, grano e ortaggi, grazie alla fertilità dei suoi terreni, situati a circa 150 metri di altitudine. Particolarmente prospera era la coltivazione del gelso, da cui si ricavava una seta di qualità eccelsa.
Nel 1656, Secondigliano fu nuovamente colpita da una grave crisi demografica a causa di una pestilenza che dimezzò la popolazione dell'intero Viceregno di Napoli. La situazione si aggravò ulteriormente con due disastrosi terremoti: il primo, avvenuto nel 1688, causò la morte di circa 10 000 persone nel Sannio, mentre il secondo, nel 1694, provocò oltre 6 000 vittime tra Irpinia e Basilicata.
A seguito di tali eventi calamitosi, nel 1695 il parlamento popolare deliberò la costruzione di una nuova chiesa parrocchiale, poiché quella preesistente, edificata nei primi anni del Cinquecento, risultava gravemente danneggiata dai sismi. L'intera comunità fu coinvolta nel finanziamento dell'opera, con il contributo della congregazione del Santissimo Sacramento e delle offerte popolari. I lavori ebbero inizio nel 1703 e si conclusero l'anno successivo.
Nel 1721, il vecchio campanile venne abbattuto per far posto a una nuova struttura, che è rimasta intatta sino ai giorni nostri.

### XVIII secolo
Secondigliano è stato teatro di numerose esecuzioni capitali, particolarmente frequenti nei primi decenni del XVIII secolo, come attestato dai registri matrimoniali e di morte dell'epoca. Le esecuzioni venivano eseguite tramite impiccagione nel piazzale di Capodichino, area ancora esistente e attuale punto di snodo, oggi conosciuta come Piazza Giuseppe Di Vittorio, nonché linea di confine tra il territorio di Secondigliano e quello dell'odierno quartiere di San Carlo all'Arena.
Le strutture destinate a tali esecuzioni venivano allestite nel luogo dove, nel XIX secolo, sarebbe sorto il cosiddetto Tempietto di Marte. Quest'ultimo, danneggiato durante il secondo conflitto mondiale, fu successivamente sostituito da un pilone in marmo bianco, recante incisi i nomi di alcuni caduti. Le condanne a morte venivano decretate da un commissario della campagna, che risiedeva alternativamente a Capua o a Napoli. I crimini per cui si applicava la pena capitale includevano furti in luoghi pubblici, incendi dolosi, estorsioni e qualsiasi atto di pirateria.

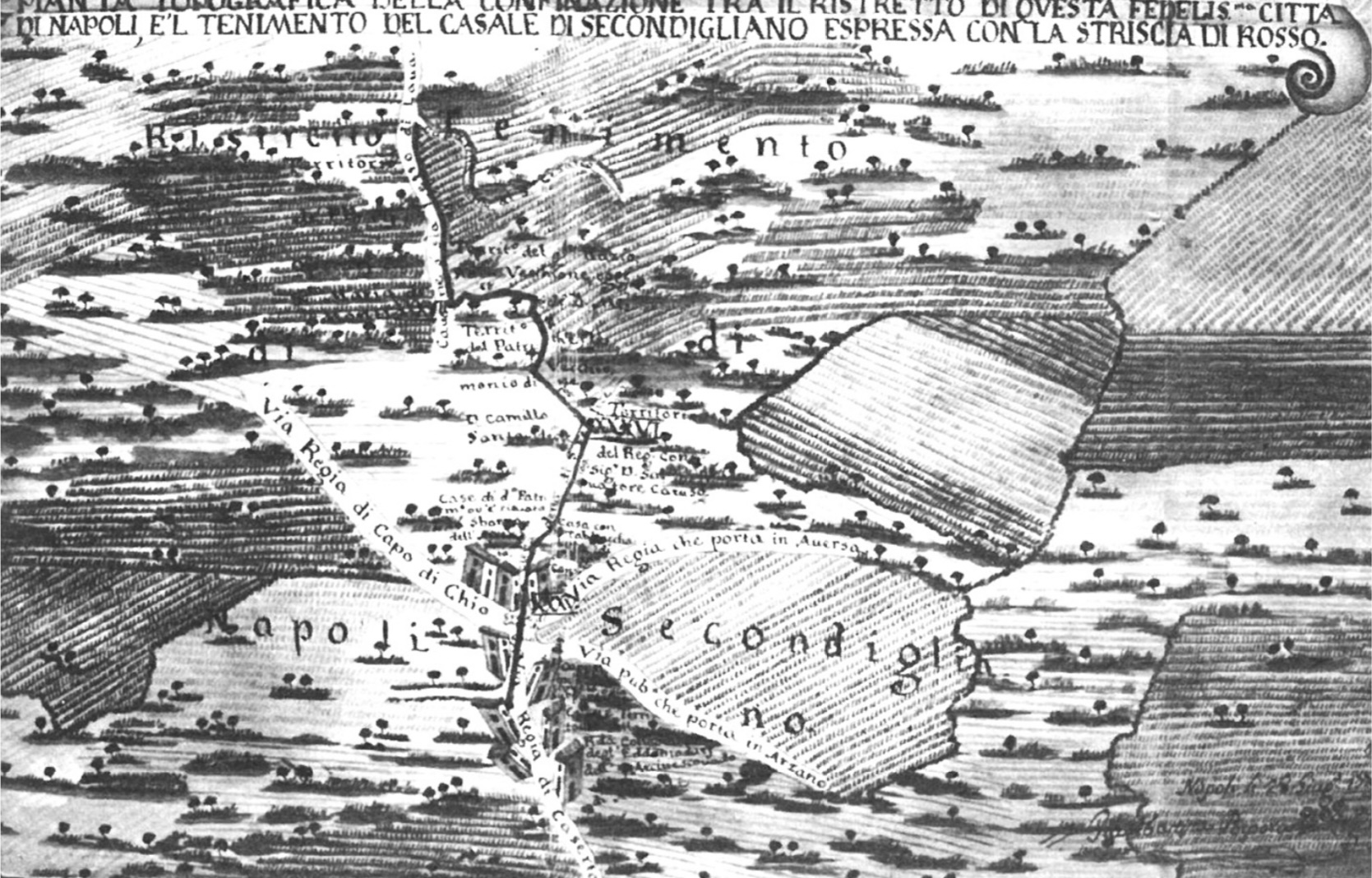
Il casale di Secondigliano in una mappa topografica di Giambattista Porpora (1779), Regio Ingegnere del Regno di Napoli.

Nel 1784, il maestro di scuola elementare Russo, figura di spicco della cultura locale, descriveva Secondigliano come un locus amoenus (luogo ameno) e pittoresco, tradizionalmente frequentato per villeggiatura e cure termali sin dall'antichità. Situato nelle immediate vicinanze di Napoli, il casale rappresentava un rifugio ideale dalla frenesia della città, immerso in un contesto naturale rigoglioso e sereno.
Secondigliano era altresì celebre per la fertilità delle sue terre, irrigate da fiumi e torrenti che attraversavano le valli circostanti. Numerose ville nobiliari, circondate da giardini ben curati e ampie terrazze, ospitavano l'élite napoletana, composta da nobili e facoltosi mercanti, i quali vi trascorrevano i mesi estivi per sottrarsi al caldo opprimente e alle insalubrità urbane. Le residenze erano spesso circondate da agrumeti e vigneti, e i contadini, impegnati nella coltivazione dei campi, contribuivano al sostentamento della città di Napoli.
La rivoluzione della Repubblica Napoletana del 1799 scatenò a Secondigliano un'ondata di agitazioni popolari, provocando divisioni all'interno delle famiglie e trasformazioni nel tessuto sociale, i cui effetti si protrassero per diversi decenni. Il casale partecipò attivamente agli eventi, con manifestazioni di sostegno ai nuovi ideali rivoluzionari. Sui muri comparvero scritte giacobine inneggianti alla libertà e all'uguaglianza, tra cui il motto "Viva la libertà e l'uguaglianza".
Contestualmente, sorsero anche nuove formazioni politiche ispirate ai principi francesi, sebbene queste abbiano avuto vita breve e siano rapidamente scomparse.
Durante il XVIII secolo, l'amministrazione dei casali seguiva le stesse normative in vigore a Napoli, pur conservando un margine di autonomia gestionale. Nel tempo, tuttavia, si perse progressivamente l'obbligo per i cittadini del casale di prestare servizio per le necessità della città, un'imposizione che risaliva al periodo del ducato.

### XIX secolo
Gli studi sulla toponomastica di questi luoghi indicano che, fino al 1799, il quartiere apparteneva in parte al monastero dei Santi Sergio e Bacco (che in seguito fu annesso al Monastero di San Sebastiano), limitatamente alla zona ristretta del Perrone, mentre la cosiddetta terra dei Lazzari a Capodichino risultava censita come proprietà degli Ebdomadari del Duomo di Napoli.
Per quanto riguarda l'area in cui si trovano il vicolo e il vicoletto intitolati a San Gaetano Errico, il lotto era registrato come rendita annua a favore del venerabile monastero di San Francesco di Paola al Borgo Sant'Antonio Abate. Una masseria con arbusti e vigneti, situata tra via dell'Arco e piazza Zanardelli, era invece annoverata tra i possedimenti del Real Monastero di San Pietro Martire al Pendino.
La Fossa del Lupo (in napoletano Fosso 'o Lupo) risultava di proprietà dei Governatori del Pio Monte di Misericordia. Scampia, ubi dicitur Sette Ponti, venne inclusa nei beni immobiliari e territoriali della comunità del Gesù delle Monache, così come le masserie appartenenti al monastero di Santa Maria in Donnaromita a Spaccanapoli.
Agli inizi del 1800 le Universitas, istituzioni ormai obsolete, furono abolite e convertite in comuni autonomi.

Nel corso del XIX secolo ed agli inizi del XX secolo, il comune di Secondigliano crebbe notevolmente demograficamente ed economicamente. La presenza di numerosi opifici, in concomitanza all'avvento delle nuove macchine a vapore atte alla lavorazione di tessuti, non solo generò maggiore occupazione, ma ne plasmò significativamente il panorama architettonico.  La prosperità economica incentivò i commercianti locali a espandere le proprie attività oltre i confini nazionali, rafforzando il ruolo di Secondigliano nel panorama economico dell'epoca. 

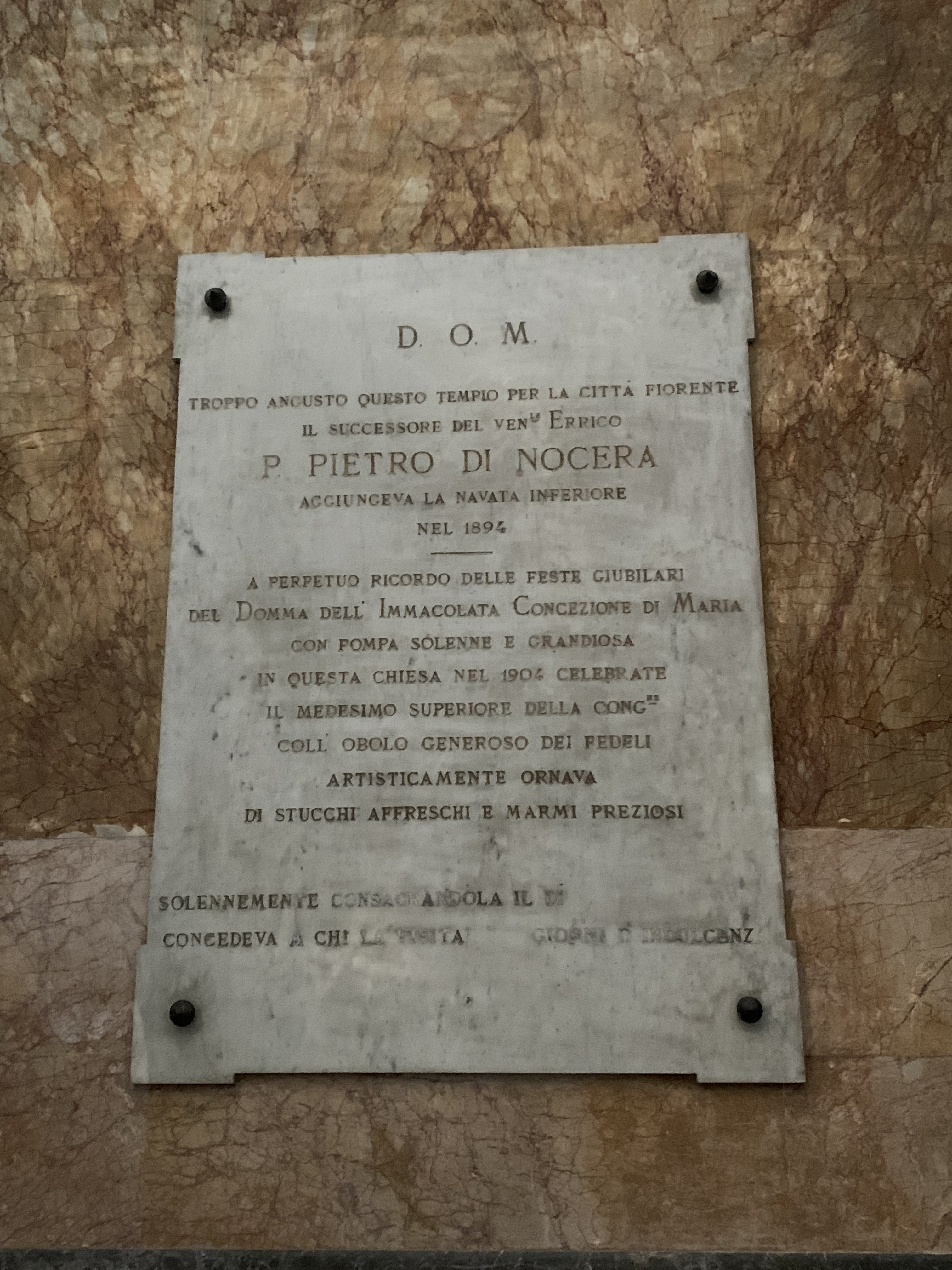
Targa commemorativa della benemerenza di Pietro di Nocera e dei cittadini nell'ampliamento e abbellimento della Chiesa dell'Addolorata.

Al fervore economico, dovuto soprattutto all'attività industriale di cotonifici, pastifici e stabilimenti di vario genere, infatti, conseguì una pregevole espansione edilizia lungo il corso, un tempo noto come corso Napoli, poi ribattezzato corso Umberto I, e oggi denominato corso Secondigliano. Tra le maggiori industrie secondiglianesi figuravano i pastifici Improta, Barbato, la ditta di formaggi dei Baroni Carbonelli di Letino, il cui provolone "Carbonelli IGP" viene tuttora prodotto e commercializzato dall'azienda Zanetti, le vetrerie Simonetti ed i cotonifici di proprietà della famiglia di Nocera. 
Ad opera di quest'ultima fu la nascita di una delle prime banche popolari italiane, nel 1883, con sede in Secondigliano, per combattere l'usura e dare un ulteriore impulso all'economia cittadina.

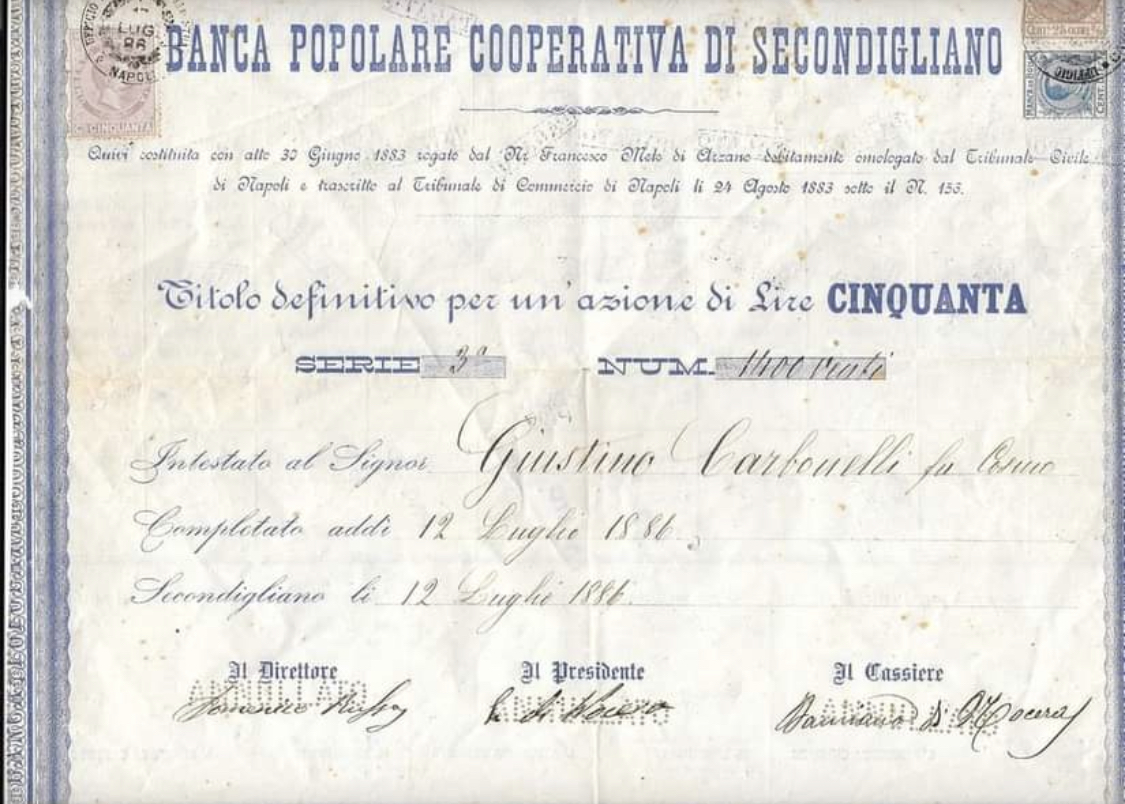
Un'azione della Banca Popolare di Secondigliano, 1883.

Questo periodo di crescita si rifletté anche nell'ambito edilizio, con la realizzazione di costruzioni di pregio lungo l'asse viario principale, inizialmente denominato corso Napoli, successivamente corso Umberto I e oggi noto come corso Secondigliano. 

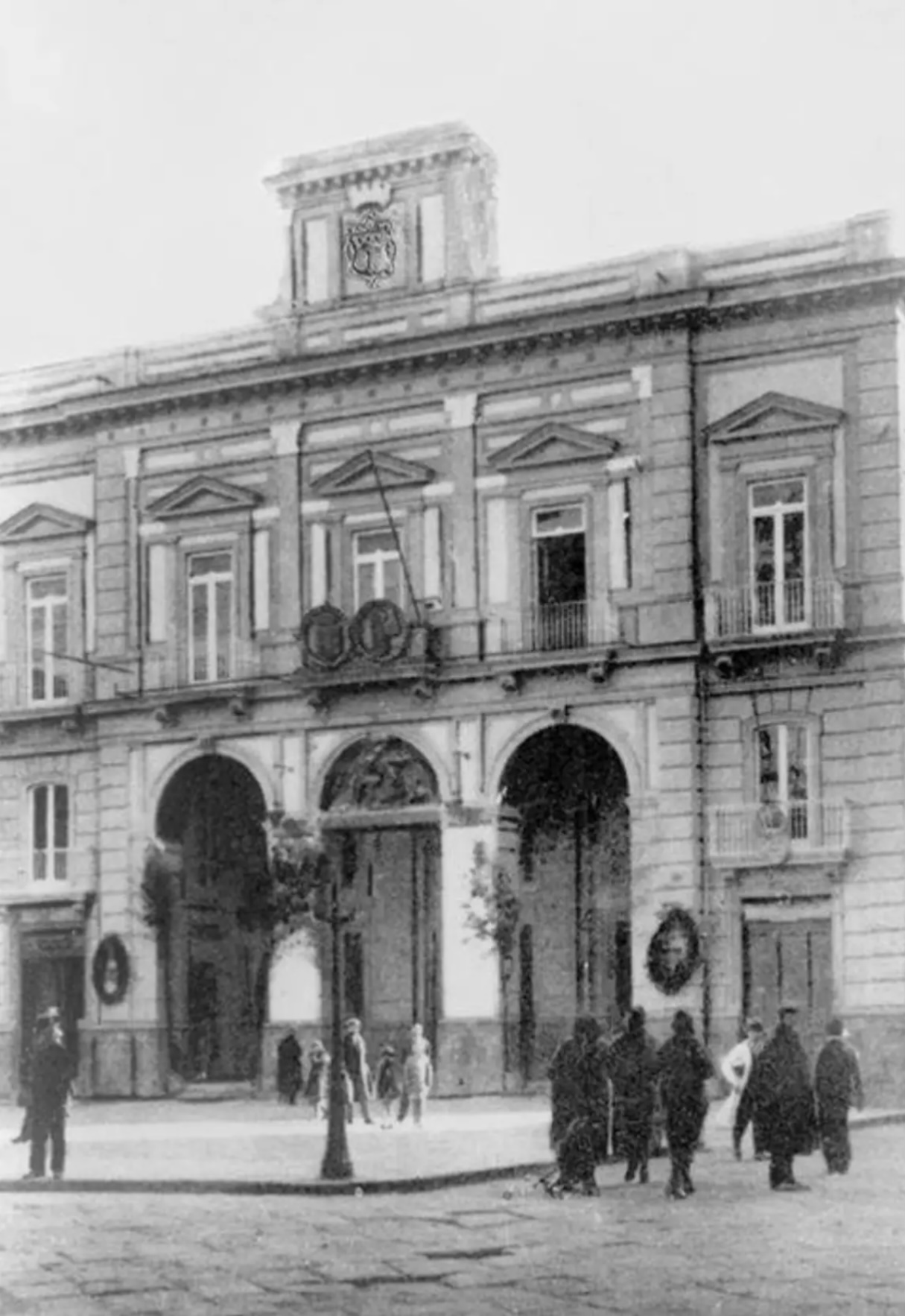
Casa comunale sita in Piazza Luigi di Nocera, edificata dall'omonimo conte nel 1883. Immagine del 1890.

L'afflusso di nobili, borghesi locali, possidenti, mercanti e intellettuali, insieme ad una porzione della borghesia partenopea che abbandonò il centro cittadino per spostarsi in periferia, fu dunque determinante nella promozione di un'architettura neoclassica e neorinascimentale, sobria ed elegante, che andava di pari passo con giardini sontuosi, impreziositi da piante, statue e fontane.
Tra gli esempi più rappresentativi di questa architettura figurano il palazzo sito al civico 148, edificato nel 1890, quello al numero 165, risalente al 1889, e il palazzo situato al civico 264, realizzato nel 1870. Quest'ultimo, caratterizzato da richiami stilistici all'opera dell'architetto Ferdinando Sanfelice, fu scelto nel 1883 come sede della Banca Popolare di Secondigliano, a testimonianza del prestigio e della solidità economica raggiunti dalla comunità locale.

### XX secolo

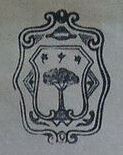
Stemma dell'antico comune di Secondigliano, esistente fino al 1926

Dopo la restaurazione i casali non ancora inclusi nella cittadina diventarono comuni suburbani. Secondigliano era un comune autonomo (comprendente anche Scampia) e resterà tale dal 17 marzo 1861 al 3 luglio 1926, quando sarà inglobato nel comune di Napoli, di cui ha costituito la circoscrizione quindicesima, durante l'Italia fascista, nel 1926.

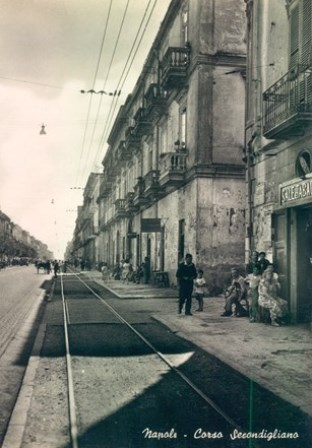
Corso Secondigliano agli inizi del XX secolo.

Secondigliano era un borgo caratterizzato da una calma bucolica, come lo descrive con toni lirici Arturo Capasso, scrittore nativo del luogo, descrivendo questa area come una "terra fertile ed ubertosa", un luogo ricco di vita e risorse naturali.
(Arturo Capasso.)

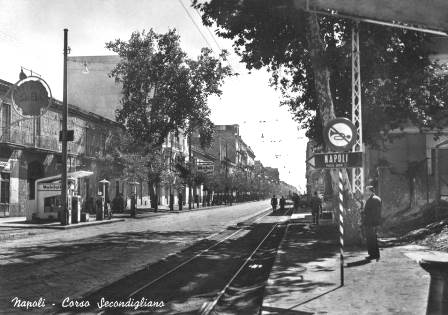
Corso Secondiglianoprima metà del XX secolo

Negli ultimi mesi della Seconda guerra mondiale, nel 1945, il quartiere di Secondigliano fu colpito da una grave carestia alimentare. Un episodio significativo legato a questo periodo riguarda un gruppo di partigiani provenienti dal quartiere Vomero, che si recò a Secondigliano con l'obiettivo di recuperare provviste da un grande mulino situato nei pressi dell'attuale via De Pinedo, non lontano dal campo di aviazione di Capodichino, all'epoca occupato dalle truppe tedesche (oggi Aeroporto di Napoli-Capodichino). Nonostante le difficoltà dell'operazione, la missione ebbe esito positivo e consentì alla popolazione di ottenere diverse razioni di pane, alleviando temporaneamente la crisi alimentare.
Fino agli anni '50, Secondigliano mantenne intatte le sue caratteristiche di borgo rurale, divenendo una meta privilegiata per le scampagnate delle famiglie napoletane. Il quartiere era apprezzato per l'aria salubre e per la presenza di numerose trattorie.
Nel periodo successivo alla Seconda guerra mondiale, Secondigliano fu interessata da una profonda trasformazione del tessuto urbano, determinata da un'intensa attività edilizia sia privata che pubblica. Con il completamento dell'insediamento a scacchiera adiacente a via De Pinedo, negli anni '50 e '60 vennero realizzati numerosi interventi di edilizia popolare. Tra i principali complessi residenziali sorti in questo periodo si annoverano il Rione Berlingieri e il Rione INA Casa lungo corso Secondigliano in direzione di Scampia. Successivamente, con l'approvazione della legge 18 aprile 1962, n. 167, l'area nord-occidentale di Secondigliano vide la nascita di un quartiere a vocazione popolare, che sarebbe poi divenuto parte della circoscrizione di Scampia e in seguito un quartiere indipendente.
Durante gli anni '60 e '70, si verificò una significativa espansione edilizia anche al di fuori delle previsioni del piano regolatore vigente. Alcune aree adiacenti al centro storico furono oggetto di costruzioni abusive, come nel caso del Rione Kennedy e, più tardi, di alcune zone nei pressi di corso Italia, in contrasto con il piano regolatore del 1972.
Nel 1976, Secondigliano venne incluso nel Piano delle Periferie, un programma di intervento urbano che interessava l'intera cintura settentrionale di Napoli. Tale piano fu successivamente modificato e ampliato con il Programma Straordinario di Edilizia Residenziale (PSER), elaborato in seguito al terremoto dell'Irpinia del 1980. Sebbene caratterizzati da alcune criticità, tra cui problematiche gestionali e incertezze estetico-architettoniche, questi interventi rappresentarono un primo tentativo di modernizzazione urbanistica, avvicinandosi ai principi dei Piani di Terza Generazione.
Negli anni '80 e '90, gli interventi urbanistici si concentrarono sulla riqualificazione dell'area dei Censi, mediante opere di conservazione, completamento e sostituzione edilizia. Inoltre, si assistette alla nascita di un nuovo quartiere a carattere popolare, il Rione dei Fiori, nel quale furono decentrate alcune importanti funzioni amministrative del quartiere, tra cui la sede municipale, la ASL e il comando della polizia municipale. Tali interventi contribuirono alla progressiva riqualificazione urbana di Secondigliano, incidendo sullo sviluppo del quartiere nel lungo periodo.
Nel 1973 fu inaugurato il circolo Claudio Villa, sul corso Secondigliano a cui l'omonimo cantante e attore fu presente.
La maggior parte degli edifici realizzati nel quartiere risale al periodo degli anni settanta e ottanta del XX secolo, in seguito alla prima più vasta opera di urbanizzazione del quartiere partita negli anni cinquanta. Nella progettazione del quartiere intervenne anche l'architetto organico Piero Maria Lugli.
Molto nota fu la tragedia di Secondigliano, avvenuta il 23 gennaio 1996, dove persero la vita 11 persone.

## Geografia fisica

Stemma di Secondigliano.

Confina a nord-ovest con il quartiere di Scampia (Traversa Roma verso Scampia, via Roma verso Scampia, via Miano), ad ovest con il quartiere di Miano (via comunale Acquarola, Corso Secondigliano, via Abate Gioacchino, via Monte Grappa, via del Sabotino, Cupa detta S.Cesarea, Cupa Capodichino, via Vicinale Vallone di Miano), a sud con i quartieri di San Carlo all'Arena (via comunale Vecchia di Miano, Piazza Di Vittorio) e San Pietro a Patierno (Piazza Di Vittorio, via Francesco De Pinedo, via provinciale di Caserta), a nord con il comune di Arzano e a nord-est con quello di Casavatore.
La piazza di Capodichino segna l'inizio del percorso che, lungo il corso Secondigliano in direzione del Limitone di Arzano, incontra sulla destra la Strada Comunale del Cassano.
Quest’ultima, a partire dal Perrone, delimita il confine tra il territorio di Secondigliano propriamente detto e il quartiere di San Pietro a Patierno e il comune di Casavatore.
A nord, il confine di Secondigliano con il comune di Arzano è segnato dalla chiesetta di San Gennaro, nota come San Gennariello, situata accanto alla masseria appartenuta al marchese di Montanaro, e dalla cappella denominata La Bruna. Di fronte all’ingresso del Perrone si apre la strada che conduce al quartiere di Miano, dove si trovava l'antico demanio Parascandolo; questo percorso, fino all'Ottocento, portava al monastero della Madonna dell’Arco dei Domenicani di Miano.
Secondigliano è situato prevalentemente in pianura, con un'altitudine di circa 105 metri sul livello del mare, e si estende per una superficie di 12 km². Si trova a circa tre miglia dal centro storico di Napoli e a 2 chilometri dal comune di Casoria, di cui fu circondario e mandamento fino alla fine del XIX secolo.

## Monumenti e luoghi d'interesse

### Architetture civili
- Palazzo Argenta
- Palazzo Brancia
- Palazzo Capasso-Visconti
- Palazzo Carbonelli di Letino
- Palazzi Carbonelli
- Palazzo dell'ex Municipio
- Palazzo di Nocera

Palazzo di Nocera, sede della storica Banca Popolare di Secondigliano, oggi Banca di Credito Popolare.

- Palazzo in Corso Secondigliano n.148
- Palazzo in Corso Secondigliano n.211
- Palazzo in Corso Secondigliano n.229
- Palazzo Ingenuo (Corso Secondigliano n.209)
- Palazzo in via Dante n.21
- Palazzo in via Dante n.85
- Palazzo Miranda (Corso Secondigliano n.252)
- Palazzo Stornaiuolo (via Dante n.57)
- Biblioteca Dorso
- Centro giovanile Sandro Pertini (ex sede Municipio di Secondigliano).

### Architetture religiose
- Chiesa dei Santi Cosma e Damiano
- Santuario dell'Addolorata e della divina Misericordia
- Chiesa dell'Immacolata a Capodichino
- Chiesa di San Carlo al Ponte
- Chiesa di Sant'Antonio di Padova a Carbonelli
- Chiesa di Santa Maria della Natività
- Chiesa di Santa Maria delle Grazie (Piazza Giuseppe Zanardelli)
- Chiesa di Cristo Re
- Cimitero storico di Secondigliano (XIX secolo)
- Parrocchia Santa Maria di Fatima
- Convento delle Religiose Francescane di Sant'Antonio
- Oratorio della Confraternita del Santissimo Sacramento
- Oratorio della Confraternita dell'Assunta

### Ville e parchi
- Parco San Gaetano Errico
- Villa Alfiero
- Villa Carolina
- Villino Cimmino
- Villino Loffredo

## Società
Secondigliano è sede di numerosi associazioni sociali. Il centro servizi sociali municipale, ad esempio, svolge funzioni di segretariato sociale, di selezione ed assegnazione alle strutture di accoglienza, di monitoraggio e analisi dei problemi. Sul territorio, inoltre, sono presenti numerose associazioni e cooperative che collaborano proficuamente per la promozione dei diritti di cittadinanza tramite una serie di iniziative, tra cui Larsec (Laboratorio di riscossa secondiglianese) con la missione di occuparsi della riqualificazione territoriale con l'obiettivo di diffondere la cultura in tutte le sue forme: da quella artistica a quella della legalità passando per quelle creative, culinarie, artigianali ed ambientali.

## Geografia antropica

### Odonimia
Il quartiere Secondigliano è composto da diversi rioni e diversi blocchi, ognuno dei quali identifica un'area specifica del quartiere stesso. 
La dorsale del quartiere moderno in stile liberty si integra pienamente nel disegno del nuovo quartiere contemporaneo a vocazione popolare. Lungo entrambi i lati del corso si susseguono antichi edifici padronali risalenti all'Ottocento e al Novecento, i quali celano alla vista le costruzioni disseminate nel territorio, realizzate nel Rione Berlingieri.

### Piazze e vie importanti della zona
- Corso Secondigliano: È l'arteria principale del quartiere, collegando Piazza Giuseppe Di Vittorio con l'hinterland napoletano. Lungo il corso si trovano edifici storici e attività commerciali che rappresentano il cuore pulsante della zona.
- Piazza Giuseppe Di Vittorio (storicamente e localmente conosciuta come Piazza Capodichino): Situata tra i quartieri di Secondigliano, San Pietro a Patierno e San Carlo all'Arena, questa piazza funge da importante snodo viario. Da qui partono strade rilevanti come corso Secondigliano, calata Capodichino, viale Comandante Umberto Maddalena e via Francesco De Pinedo. È qui situata la stazione Di Vittorio della metropolitana di Napoli.
- Via Regina Margherita: Una delle strade principali del quartiere, caratterizzata da edifici residenziali e attività commerciali. È qui situata la stazione Regina Margherita della metropolitana di Napoli.
- Piazza Luigi di Nocera: Considerata la piazza principale di Secondigliano, ospita edifici significativi come la Chiesa dei Santi Cosma e Damiano e l'ex Casa Comunale.
- Quadrivio di Secondigliano: Un importante incrocio stradale che collega il Corso Secondigliano ai quartieri di Scampia (Via Roma Verso Scampia) e Miano (Via Miano) e al comune limitrofo di Arzano (Via Comunale Limitone di Arzano).
- Via Dante: Strada residenziale che attraversa il quartiere, nota per la presenza di edifici storici e attività locali.
- Via Monte Grappa: Collega corso Secondigliano con altre zone del quartiere, caratterizzata da abitazioni e negozi.
- Via Abate Gioacchino: Strada che si dirama da corso Secondigliano, contribuendo alla rete viaria del quartiere.
- Viale Comandante Umberto Maddalena: Importante viale che collega Piazza Giuseppe Di Vittorio con altre zone della città, facilitando l'accesso all'aeroporto di Capodichino.
- Via Francesco De Pinedo: Strada che parte da Piazza Giuseppe Di Vittorio e si estende verso le aree periferiche, rappresentando una via di collegamento cruciale.

## Infrastrutture e trasporti
Il quartiere Secondigliano è servito dall'omonima uscita della Tangenziale di Napoli. Asse principale del quartiere è il corso Secondigliano (già parte della SS 7 bis) che collega piazza Giuseppe Di Vittorio con l'hinterland. Tale arteria, fra il 1882 e il 1959, ospitava i binari della tranvia Napoli-Aversa/Giugliano, gestita a cura della Société Anonyme des Tramways Provinciaux (SATP). La località era inoltre servita, tra il 1907 e il 1960 da un apposito capolinea delle cosiddette tranvie di Capodimonte, e tra il 1913 e il 1976 dall'omonima stazione della ferrovia Alifana bassa.
Il trasporto pubblico è fornito dall'ANM per i collegamenti urbani, suburbani e interurbani.
Al 2025, sono in costruzione le stazioni Regina Margherita, Secondigliano e Di Vittorio della linea 1 della metropolitana di Napoli, le quali serviranno il Corso Secondigliano, Piazza Di Vittorio (meglio conosciuta come Piazza Capodichino) e l'Aeroporto Internazionale di Napoli.

## Sport
Nel quartiere vi sono diversi campi di calcio adibiti per partite dilettantistiche:
- Oasi del bimbo, campo e scuola calcio, villa comunale del quartiere dal 1990, sita in corso Secondigliano con annesso parco giochi per bambini.[41]
- Campo "Gaetano Scirea" situato nei pressi del Corso Secondigliano;
- il campo "FootBall Club" che si trova nei pressi del Corso Secondigliano;
- il campo "Mariolina Stornaiuolo" che si trova sulla Circumvallazione Esterna, costruito nel 1969;
- il campo "Ottorino Barassi" che si trova nel cuore di Secondigliano, in Via Cupa dell'Arco;
- il campo "La Cantera Secondigliano" che si trova nei pressi del quadrivio;
- il campo "Nereo Rocco", uno dei più antichi, fondato nel 1978 da Bruno Marasco allenatore poi successivamente presidente della scuola calcio.
- Piscina Comunale attualmente in fase di restauro.

Inoltre il quartiere possiede un'ottima tradizione della pallacanestro. Il Centro Sportivo Secondigliano milita nella serie C Silver regionale, Il C.S.S gioca le partite al Palacino, trovandosi a Via detta Scippa. A maggio 2022 l'Under 19, vince il campionato Regionale Serie C Silver, giocata al PalaBarbuto.